# Irina Kowalowa
Irina Andriejewna Kowalowa (ros. Ирина Андреевна Ковалёва, ur. 9 października 1992 w Petersburgu) – rosyjska snowboardzistka specjalizująca się w snowcrossie, mistrz sportu Federacji Rosyjskiej.
Zadebiutowała 23 listopada 2006 w zawodach rangi FIS Race w Magnitogorsku.
W 2009 wystartowała na mistrzostwach Niemiec i zajęła 18. miejsce. W tym samym roku wystąpiła też na mistrzostwach świata, na których uplasowała się na 30. pozycji. Wzięła też udział w zimowym olimpijskim festiwalu młodzieży Europy, na którym była 15. w snowboardcrossie i 23. w slalomie gigancie równoległym.
W 2010 została wicemistrzynią kraju.
W 2011 była 12. na mistrzostwach Łotwy.
19 stycznia 2012 zadebiutowała w Pucharze Świata zajmując 30. miejsce w Veysonnaz.
Wzięła udział w uniwersjadzie zimowej w 2013, na której uplasowała się na 9. pozycji.